# Klinzigidia dithecodes
Klinzigidia dithecodes là một loài bướm đêm trong họ Geometridae.